# Aigues-Vives, Gard
Aigues-Vives este o comună în departamentul Gard din sudul Franței. În 2009 avea o populație de 2.859 de locuitori.

## Evoluția populației
| An        | 1975  | 1982  | 1990  | 1999  | 2006  | 2009  |
| --------- | ----- | ----- | ----- | ----- | ----- | ----- |
| Populație | 1.611 | 1.908 | 2.101 | 2.331 | 2.587 | 2.859 |